# العلاقات البريطانية الناميبية
العلاقات البريطانية الناميبية هي العلاقات الثنائية التي تجمع بين المملكة المتحدة وناميبيا.

## مقارنة بين البلدين
هذه مقارنة عامة ومرجعية للدولتين:
| وجه المقارنة                                              | المملكة المتحدة                 | ناميبيا      |
| --------------------------------------------------------- | ------------------------------- | ------------ |
| المساحة (كم2)                                             | 242.50 ألف                      | 825.62 ألف   |
| عدد السكان (نسمة)                                         | 66.02 مليون                     | 2.53 مليون   |
| الكثافة السكانية (ن./كم²)                                 | 272.25                          | 3.06         |
| العاصمة                                                   | لندن                            | ويندهوك      |
| اللغة الرسمية                                             | لغة إنجليزية، اللغة الويلزية    | لغة إنجليزية |
| العملة                                                    | جنيه إسترليني                   | دولار ناميبي |
| الناتج المحلي الإجمالي (بليون دولار)                      | 2.62 تريليون                    | 13.24 مليار  |
| الناتج المحلي الإجمالي (تعادل القوة الشرائية) بليون دولار | 2.72 تريليون                    | 25.60 مليار  |
| الناتج المحلي الإجمالي الاسمي للفرد دولار أمريكي          | 43.88 ألف                       | 4.67 ألف     |
| الناتج المحلي الإجمالي للفرد دولار أمريكي                 | 40.23 ألف                       | 9.96 ألف     |
| مؤشر التنمية البشرية                                      | 0.907                           | 0.628        |
| رمز المكالمات الدولي                                      | +44                             | +264         |
| رمز الإنترنت                                              | .uk، .gb                        | .na          |
| المنطقة الزمنية                                           | توقيت غرينيتش، توقيت غرب أوروبا | ت ع م+02:00  |

## منظمات دولية مشتركة
يشترك البلدان في عضوية مجموعة من المنظمات الدولية، منها:
| علم المنظمة | اسم المنظمة                        | تاريخ انضمام المملكة المتحدة | تاريخ انضمام ناميبيا |
| ----------- | ---------------------------------- | ---------------------------- | -------------------- |
|             | منظمة التجارة العالمية             | 1995                         | ?                    |
|             | الاتحاد الدولي للاتصالات           | 24 فبراير 1871               | 25 يناير 1984        |
|             | دول الكومنولث                      | 11 ديسمبر 1931               | ?                    |
|             | منظمة حظر الأسلحة الكيميائية       | ?                            | ?                    |
|             | يونسكو                             | 4 نوفمبر 1946                | 2 نوفمبر 1978        |
|             | الأمم المتحدة                      | 24 أكتوبر 1945               | 23 أبريل 1990        |
|             | وكالة ضمان الاستثمار متعدد الأطراف | 12 أبريل 1988                | 25 سبتمبر 1990       |
|             | البنك الدولي للإنشاء والتعمير      | 27 ديسمبر 1945               | 25 سبتمبر 1990       |
|             | البنك الإفريقي للتنمية             | ?                            | ?                    |
|             | الاتحاد البريدي العالمي            | ?                            | ?                    |
|             | مؤسسة التمويل الدولية              | 20 يوليو 1956                | 25 سبتمبر 1990       |
|             | منظمة الشرطة الجنائية الدولية      | ?                            | ?                    |

## أعلام
هذه قائمة لبعض الشخصيات التي تربطها علاقات بالبلدين:
- تريفور دودز (لاعب غولف ناميبي، 26 سبتمبر 1959 – )
- كينيث ييتس (لاعب كركيت ناميبي، 4 أغسطس 1938 – )

## وصلات خارجية
- موقع وزارة الخارجية البريطانية